# Joas (vader van Gideon)
Joas, een afstammeling van Abiëzer uit de stam Manasse, was de vader van Gideon volgens Richteren 6-8. Joas woonde in Ofra.
Nadat Gideon het altaar van Baäl en de bijbehorende asjerapaal had afgebroken, wilden de inwoners van Ofra Gideon doden. Joas hield hen echter tegen en zei: "U wilt het voor Baäl opnemen? U wilt hem te hulp komen? Wie het voor Baäl opneemt, zal nog voor de ochtend sterven! Als Baäl een god is, zal hij wel voor zichzelf opkomen wanneer iemand zijn altaar heeft gesloopt."
Hierna gaf hij Gideon de naam Jerubbaäl, wat "Baäl mag het tegen u opnemen" betekent.